# Ariel Pietrasik
Ariel Pietrasik  (ur. 21 października 1999) – polski piłkarz ręczny występujący na pozycji lewego rozgrywającego. Aktualnie występuje w szwajcarskim zespole Kadetten Schaffhausen. W 2021 roku zadebiutował w  reprezentacja Polski w piłce ręcznej mężczyzn.